# Beslag (recht)
Het beslag is een civielrechtelijke of strafrechtelijke maatregel die iemand de beschikking over een voorwerp of vermogensrecht ontneemt of beperkt ten behoeve van een ander (het civiele recht) of de maatschappij (het strafrecht). In het civiel recht spreekt men ook wel van beslagrecht. Tot het civielrechtelijke beslagrecht wordt ook het executierecht gerekend.
Elk land kent eigen regels met betrekking tot het beslag of het beslagrecht. De stelsels verschillen in de meeste landen niet veel van elkaar, maar kennen eigen uitwerkingen. Hieronder zijn de stelsels in Nederland en België beschreven.

## Nederland

### Civiel recht
In het civiel recht kan er beslag worden gelegd op bezittingen van een ander, die óf al procespartij is, óf die door degene, die het beslag laat leggen, binnen de door de wet bepaalde termijn, met een dagvaarding in een procedure wordt betrokken.
Civielrechtelijke beslagen kunnen op verschillende wijzen worden ingedeeld. De meest belangrijke is de indeling in conservatoir en executoriaal beslag.

#### Executoriaal en conservatoir beslag
Een executoriaal beslag is een beslag dat wordt gelegd op grond van een executoriale titel. Dit is veelal een uitspraak van de rechter. De gerechtsdeurwaarder betekent het vonnis en doet bevel om binnen een termijn van meestal twee dagen aan het vonnis te voldoen. Blijft betaling uit, dan kan de gerechtsdeurwaarder executoriaal beslag leggen op het vermogen van de veroordeelde partij.
Een conservatoir beslag is een beslag dat wordt gelegd zonder dat een partij over een executoriale titel zoals een uitspraak van de rechter beschikt. Een partij kan met een verzoekschrift aan de voorzieningenrechter van een rechtbank verlof vragen om beslag te leggen op inkomen of vermogen van een debiteur. Afhankelijk van het beslagobject moet al dan niet 'vrees voor verduistering' worden gesteld en onderbouwd. In de regel wordt de debiteur niet op het verzoek gehoord. Het doel van een conservatoir beslag is om te voorkomen dat goederen worden verduisterd, zodat het horen van de debiteur het verrassingseffect teniet zou doen. Bij een conservatoir beslag op loon of uitkering moet de debiteur wel worden gehoord.
De voorzieningenrechter bepaalt bij het verlof een termijn voor het instellen van de hoofdzaak. Meestal is dit veertien dagen. Binnen die termijn moet de dagvaarding worden betekend. Gebeurt dit niet, dan vervalt het beslag. Wanneer de beslaglegger de hoofdzaak wint, gaat het conservatoire beslag over in een executoriaal beslag. Verliest hij deze, dan vervalt het beslag uiteraard eveneens. Bovendien zal de beslaglegger aansprakelijk zijn voor eventuele door de beslagene geleden schade ten gevolge van het beslag.

#### Verschillende soorten beslagen
Een beslag kan worden gelegd op alle vermogensbestanddelen van een debiteur. Elk soort van vermogen kent een eigen beslagregeling. De meeste beslagen kennen een executoriale en een conservatoire variant.

#### Beslag op roerende zaken
Niet op alle roerende zaken kan beslag worden gelegd. Zo kan er geen beslag worden gelegd op bed, beddengoed en voedsel voor 30 dagen, werktuigen en gereedschappen voor het uitvoeren van zijn of haar beroep. De gerechtsdeurwaarder loopt meestal door het huis of kantoor en schrijft op waar beslag op wordt gelegd. Binnen drie dagen betekent de deurwaarder het proces-verbaal aan de beslagene. De beslagene is ten opzichte van de beslaglegger onbevoegd om over die zaken te beschikken. De deurwaarder neemt de beslagen zaken in de regel niet mee, maar kan een bewaarder aanstellen als er vrees voor verduistering bestaat. Betaalt de debiteur na het leggen van het beslag niet alsnog, dan kunnen de zaken executoriaal worden verkocht.

#### Beslag op een onroerende zaak
Het beslag op een onroerende zaak noemt men een bureaubeslag. De deurwaarder legt dit beslag op zijn kantoor en laat het beslag daarna inschrijven bij het Kadaster. Het beslag wordt binnen drie dagen na inschrijving bij het kadaster, op straffe van nietigheid van het beslag, aan de beslagene betekend. Bij executoriaal beslag wordt ook de hypotheekhouder ingelicht (binnen vier dagen na inschrijving, niet op straffe van nietigheid). De hypotheekhouder krijgt een termijn van veertien dagen om de executie over te nemen. Uit de executie worden eerst de kosten van de gerechtsdeurwaarder en de notaris betaald. Mocht er na aflossing van de hypotheek iets overblijven, gaat dit naar de schuldeiser.

#### Derdenbeslag
Derdenbeslag op een vordering van een debiteur op een derde is het meest voorkomende beslag. Het beslag kan bijvoorbeeld worden gelegd op het positieve saldo van een bankrekening, onder een werkgever of onder een uitkeringsinstantie zoals het UWV en de Sociale Verzekeringsbank.
Bij een beslag op loon of uitkering heeft de debiteur recht op de beslagvrije voet. Dit is een bedrag waarop geen beslag kan worden gelegd. De beslagvrije voet bedraagt 90% van de netto bijstandsnorm, vermeerderd met bijvoorbeeld een bedrag voor huur en zorgpremie en verminderd met een deel van het inkomen van de partner. Als de beslagene in het buitenland woont, dan geldt er in beginsel geen beslagvrije voet.
Wanneer loonbeslag wordt gelegd, moet de werkgever of uitkeringsinstantie maandelijks alles waarmee de periodieke (loon)uitkering de beslagvrije voet overschrijdt, afdragen aan de gerechtsdeurwaarder. Dit geldt eveneens voor jaarlijks te betalen uitkeringen zoals vakantiegeld, een eventuele eindejaarsuitkering (13e maand) en winstdelingsregeling tenzij de (4-)wekelijkse of maandelijkse (loon)uitkering ten tijde van het beslag op jaarbasis minder bedraagt dan het twaalfvoud van de beslagvrije voet. In dat geval komt de jaarlijkse (extra) (loon)uitkering in eerste instantie (deels) toe aan de beslagene tot het verschil tussen het beslagen periodieke inkomen op maandbasis en de door de wet gegarandeerde individuele beslagvrije voet die de beslaglegger (en niet de werkgever of uitkeringsinstantie) moet vaststellen.
Het gevolg van een bankbeslag is dat de toegang tot de bankrekening van de geëxecuteerde wordt geblokkeerd. Dit gebeurt overigens niet door (de gerechtsdeurwaarder namens) de beslaglegger, maar door de bankinstelling op basis van hun algemene voorwaarden. De bankinstelling is dan verplicht om het op de dag van het beslag geldende positieve saldo van de bankrekening af te dragen aan de beslaglegger tot maximaal het bedrag van diens - met de executiekosten vermeerderde - vordering. Evenals bij loonbeslag moet de derde (hier dus de bankinstelling) Na vier weken een "verklaring derdenbeslag" aan de beslaglegger sturen waarin staat of en hoeveel er onder het beslag valt. Bedragen die na beslaglegging op de bankrekening worden gestort vallen niet onder het eerder gelegde bankbeslag. Er gelden beperkingen ter voorkoming van misbruik of het frustreren van de wettelijke bescherming van de beslagvrije voet in het geval het periodieke loon- of uitkeringsbedrag op de bankrekening wordt overgemaakt.

#### Fiscaal bodembeslag
In de regel kan er alleen beslag worden gelegd op het vermogen van de debiteur. Een belangrijke uitzondering vormt het 'fiscale bodemrecht'. Dit recht geeft de belastingdienst de mogelijkheid om beslag te leggen op inventaris die zich op de bodem van de debiteur bevinden, maar die eigendom van een derde zijn. Dit noemt men bodembeslag. Zaken die onder eigendomsvoorbehoud geleverd zijn, zaken waarop een bezitloos pandrecht rust of zaken van een samenwonende partner kunnen zo door de belastingdienst beslagen en verkocht worden. In het verleden zijn constructies toegepast om het fiscaal bodemrecht te omzeilen, maar de regels zijn enige tijd geleden aangescherpt.

#### Bewijsbeslag
Bewijsbeslag is beslag op informatie. Het gaat daarbij niet om het afnemen, kopiëren is voldoende. Het gebeurt onaangekondigd, om zoekmaken, vernietigen en wijzigen te voorkomen. Onderscheiden worden bewijsbeslag IE (intellectueel eigendom) en bewijsbeslag niet-IE. Bewijsbeslag niet-IE is een conservatoir beslag op bescheiden, waaronder gegevens op gegevensdragers, in verband met een vordering tot inzage volgens art. 843a Rv. Het beslag wordt gelegd op grond van art. 730 Rv. Om bewijsbeslag te mogen leggen is toestemming nodig van de rechter, een zogenaamd beslagverlof. De aanvrager mag de informatie niet direct na het beslag al inzien, daarvoor heeft deze nog toestemming nodig van de wederpartij of van een rechter. Daarbij kunnen beperkingen worden gesteld, bijvoorbeeld om een 'fishing expedition' te voorkomen. De rechter kan bijvoorbeeld bij het zoeken in digitale informatie dit beperken tot het gebruik van bepaalde zoektermen die gerelateerd zijn aan het gerechtvaardigde belang van de aanvrager.

### Strafrecht

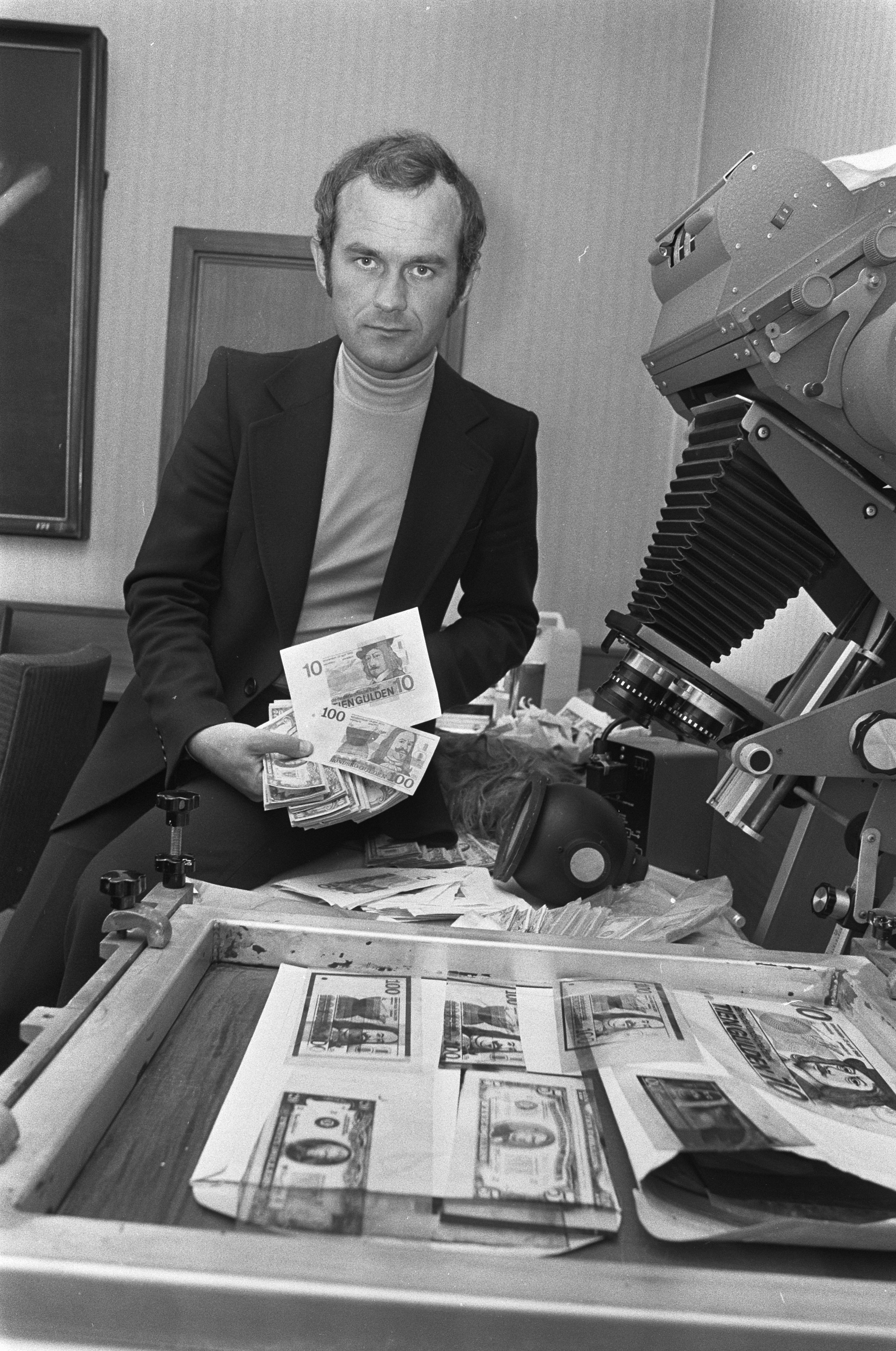
Amsterdamse hoofdinspecteur Sietsma met inbeslaggenomen valse geldbiljetten, 1975

In het strafrecht onderscheidt men het 'klassieke beslag' en het strafvorderlijk conservatoire beslag.
Het klassieke beslag betreft de inbeslagneming van voorwerpen ten behoeve van de waarheidsvinding. Het strafvorderlijk conservatoire beslag betreft het afpakken van crimineel vermogen.

## België

### Civiel recht

#### Uitvoerend en bewarend beslag
In het Belgisch procesrecht wordt eerder van uitvoerend beslag gesproken, al wordt het woord 'executoriaal' ook gebruikt.
Daarnaast wordt van bewarend beslag gesproken, al is het woord 'conservatoir' ook gangbaar. Het eenzijdig bewarend beslag kan toegestaan worden door de beslagrechter van de rechtbank van eerste aanleg. Hiertegen kan verzet worden aangetekend bij dezelfde rechtbank.

#### Roerende goederen
Het 'beslag op roerende goederen' omvat niet alleen voorwerpen, maar ook financiële rekeningen en andere roerende waarden. Het wordt afgehandeld door een gerechtsdeurwaarder.
Niet op alle roerende zaken kan beslag worden gelegd (art. 1408 Ger.W.). Er kan geen beslag worden gelegd op zaken die het gezin nodig heeft, zoals bedden, beddengoed, een wasmachine, een strijkijzer en een strijkplank, de eettafel en -stoelen, vaatwerk, een koelkast, verwarmingstoestellen, enz., tenzij het gaat om luxevoorwerpen. Ook gezelschapsdieren, beroepsbenodigdheden en religieuze voorwerpen zijn niet vatbaar voor beslag. Verder zijn een computer, een printer en mobiele telefoons binnen bepaalde grenzen vrijgesteld, evenals voedsel en brandstof voor een maand.

#### Onroerend beslag
Het onroerend beslag geeft recht op een al dan niet bijkomende hypothecaire inschrijving. 
Beslag op deze goederen wordt uitgevoerd door een gerechtsdeurwaarder en finaal afgehandeld door een notaris.

#### Derdenbeslag op inkomsten
Het beslag op inkomsten is een bijzondere vorm van het derdenbeslag. Het vrij te laten bedrag ("leefgeld") wordt bij wet vastgelegd en geregeld aangepast.

#### Beslag op tak- en wortelvaste vruchten (België)
Het Belgische gerechtelijk wetboek voorziet in een speciale regeling voor beslag op oogst.

### Strafrecht
Beslag wordt in het strafrecht gedefinieerd als een dwangmaatregel waarbij de bevoegde overheid krachtens de wet en naar aanleiding van een misdrijf een zaak (in de zin van het goederenrecht) onttrekt aan het vrij beschikkingsrecht van de eigenaar of bezitter en met het oog op de ontdekking van de waarheid of de verbeurdverklaring ze tijdelijk ter beschikking stelt van het gerecht.
Op verboden voorwerpen kan volgens het strafrecht beslag worden gelegd. Dit geldt bijvoorbeeld voor wapens waar geen vergunning voor aanwezig is. In dit geval zal de politie het voorwerp confisqueren, waarna het doorgaans in een gerechtelijke procedure zal worden onttrokken aan het verkeer en zal worden vernietigd.
Het beslag in strafzaken is een voorlopige dwangmaatregel waardoor de bevoegde overheid (conform de wetgeving) een zaak onttrekt aan het vrij beschikkingsrecht van de eigenaar of bezitter. Naargelang het doel van de inbeslagneming, is er sprake van bestuurlijke of gerechtelijke inbeslagneming.

#### Bestuurlijke inbeslagneming
Artikel 30 van Wet op Politieambt zegt: "De voorwerpen en dieren die een gevaar betekenen voor het leven en de lichamelijke integriteit van de personen en de veiligheid van goederen kunnen, in een voor het publiek toegankelijke plaats, door een politieambtenaar, met het oog op de handhaving van de openbare rust, aan de eigenaar (...) onttrokken worden, die er niet langer vrij over kan beschikken, zolang zulks met het oog op de handhaving van de openbare rust vereist is. Deze bestuurlijke inbeslagneming geschiedt overeenkomstig de richtlijnen en onder verantwoordelijkheid van een officier van bestuurlijke politie."
De meeste bestuurlijke inbeslagnemingen gebeuren tijdens massabijeenkomsten, sportmanifestaties of culturele manifestaties.
Het doel is hier het garanderen van de 'openbare rust'.
De in beslag genomen goederen worden 6 maanden ter beschikking gehouden, tenzij de bevoegde overheid (meestal de burgemeester) ze om dringende redenen besluit te vernietigen. De wettelijke procedure volgens dewelke de voorwerpen bewaard, teruggegeven of vernietigd moeten worden is nog steeds niet geregeld via koninklijk besluit.

#### Gerechtelijke inbeslagneming
Het beslag in strafzaken is een voorlopige dwangmaatregel waardoor de bevoegde overheid (conform de wetgeving) een zaak onttrekt aan het vrij beschikkingsrecht van de eigenaar of bezitter, met het oog op de waarheidsvinding, of om te dienen als overtuigings- of ontlastingsstuk, de bijzondere verbeurdverklaring of de teruggave.
Het doel bestaat erin de voorwerpen die kaderen in het onderzoek naar een misdrijf, tijdelijk ter beschikking te stellen van het gerecht. De gerechtelijke inbeslagneming eindigt wanneer er een definitieve uitspraak is waarbij wordt overgegaan tot de verbeurdverklaring of de teruggave.
Indien goederen of zaken of financiële middelen de opbrengst zijn van een misdrijf en in aanmerking komen voor bijzondere verbeurdverklaring, kunnen zij tijdens het gerechtelijk onderzoek in beslag worden genomen.
Met de wet van 19/12/2002 (de zgn. Kaalplukwet) werd de inbeslagname en verbeurdverklaring uitgebreid op vermoedelijke vermogensvoordelen, verworven uit andere misdrijven waarvoor men werd veroordeeld.

#### Strafrechtelijk vooronderzoek
In het strafrechtelijk vooronderzoek kan er beslag worden gelegd op voorwerpen die mogelijk belangrijk bewijsmateriaal opleveren. Wanneer bijvoorbeeld een moord wordt gepleegd kan bijvoorbeeld een vloerkleed waar mogelijk bloed van het slachtoffer op ligt in beslag worden genomen. In de strafprocedure beslist de rechter uiteindelijk wat er met deze in beslag genomen voorwerpen gebeurt. In normale gevallen zullen ze worden teruggeven aan de rechtmatige eigenaar. Wanneer het misdrijf echter gepleegd is met behulp van de voorwerpen, kan de rechter ook beslissen dat de voorwerpen ontnomen worden, verkocht worden ten behoeve van schadevergoeding van slachtoffers, of moeten worden vernietigd.